# 木瓜坑瀑布
木瓜坑瀑布，又名木瓜坑大瀑布，位於台灣南投縣信義鄉，為白不仔溪上游的瀑布，瀑布標高約860公尺至760公尺，為四階連瀑，總落差約100公尺。由於差異侵蝕，使白不仔溪水沿著峭壁傾瀉而下，因瀑長號稱有200餘公尺（另說有300公尺），早年有「全台最長瀑布」之稱。
最早於清光緒年間，當地人就發現了這道瀑布，取名叫「木瓜坑大腸腳」；但另有說是，清兵為抵禦當地原住民，因而駐防紮營於此，面對地勢的險峻，於是在營外的周圍種滿木瓜樹，故得「木瓜坑大腸腳」此名。目前瀑布步道呈荒廢狀態並有毒蛇出沒，須小心謹慎。

## 解
1. ↑  根據《臺灣通用電子地圖【NLSC】》、《農航所（正射影像圖）》對照。

## 外部連結
- 大冒險家-全台最長，木瓜坑瀑布（線上影音）